# Oreszec (obwód Chaskowo)
Oreszec (bułg. Орешец) – wieś w południowej Bułgarii, w obwodzie Chaskowo, w gminie Charmanli. Według danych Narodowego Instytutu Statystycznego, 31 grudnia 2011 roku wieś liczyła 253 mieszkańców.